# Take These Broken Wings
Take These Broken Wings is de eenentwintigste aflevering van het tweede seizoen van de televisieserie ER, die voor het eerst werd uitgezonden op 9 mei 1996.

## Verhaal
Al Boulet, de ex-man van Jeanie, wordt opgenomen op de SEH met griepklachten. Later wordt duidelijk dat de klachten veroorzaakt wordt door hiv, dit schokt Jeanie en beseft dat zij het ook kan hebben.
Er wordt een onderzoek ingesteld naar het gedrag van Shep, hij verwacht dat Hathaway hem zal steunen tijdens haar ondervraging. Dit doet zij en Shep wordt vrijgesproken van de aanklacht. Hathaway beseft wel dat hij te ver is gegaan en waarschijnlijk hulp nodig heeft. 
Dr. Lewis heeft het nog steeds moeilijk met het verliezen van Suzie en neemt daarom therapie. 
Dr. Greene en Dr. Weaver maken samen een afspraak, Dr. Lewis mag volgend jaar hoofdarts worden. Maar voor deze gunst wil Dr. Weaver wel iets terug hebben. 
Dr. Ross ontdekt dat zijn vader verdwenen is met veel geld van zijn vriendin Karen.

## Rolverdeling

### Hoofdrol
- Anthony Edwards - Dr. Mark Greene
- George Clooney - Dr. Doug Ross
- Eriq La Salle - Dr. Peter Benton
- Sherry Stringfield - Dr. Susan Lewis
- Laura Innes - Dr. Kerry Weaver
- Noah Wyle - John Carter
- Gloria Reuben - Jeanie Boulet
- Michael Beach - Al Boulet
- Julianna Margulies - verpleegster Carol Hathaway
- Yvette Freeman - verpleegster Haleh Adams
- Ellen Crawford - verpleegster Lydia Wright
- Deezer D - verpleger Malik McGrath
- Laura Cerón - verpleegster Chuny Marquez
- Abraham Benrubi - Jerry Markovic
- Ron Eldard - ambulancemedewerker Ray 'Shep' Shepard
- Scott Michael Campbell - ambulancemedewerker Riley Brown
- Emily Wagner - ambulancemedewerker Doris Pickman
- Lyn Alicia Henderson - ambulancemedewerker Pamela Olbes

### Gastrol
- Marg Helgenberger - Karen Hines
- Mary Mara - Loretta Sweet
- Ashlee Lauren - Annie Sweet
- Jake Lloyd - Jimmy Sweet
- Joanna Gleason - Iris
- Piper Laurie - Sarah Ross
- Adriano González - pastoor Ruiz Anchia
- Mike Genovese - politieagent Al Grabarsky
- Reg E. Cathey - IAD onderzoeker David Haskell
- Dylan Haggerty - coach Yazerski
- Mary B. McCann - Judith Ramsey

en vele andere